# Rhinemys rufipes
Rhinemys rufipes là một loài rùa trong họ Chelidae. Loài này được Spix mô tả khoa học đầu tiên năm 1824.